# Granholmstoppen

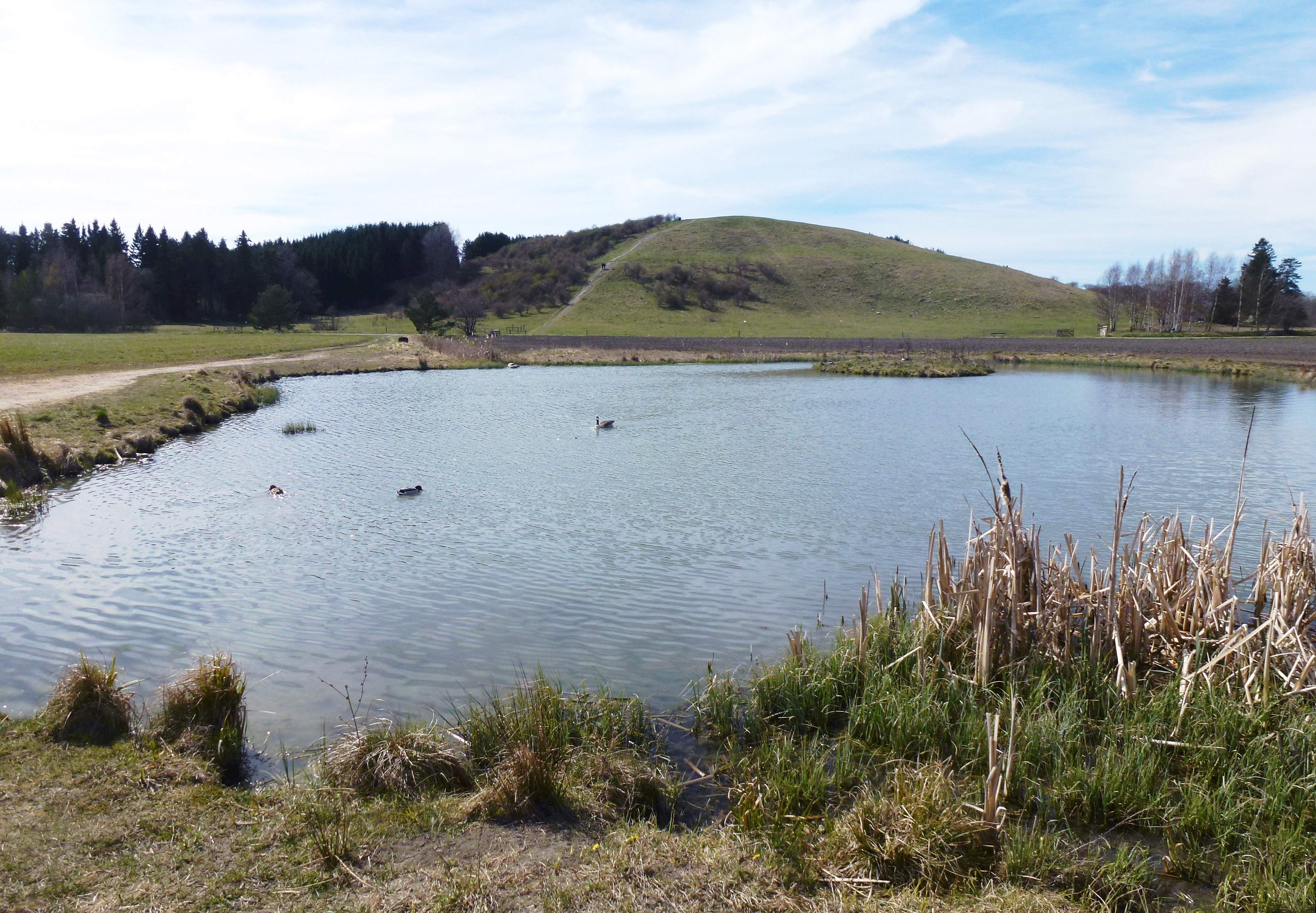
Granholmstoppen sedd från nordost med Hästa groddamm i förgrunden.

Granholmstoppen är en före detta deponi (kallad Granholmstippen) som ligger inom stadsdelen Tensta på Järvafältet i Stockholms Stad. Kullen som ligger i sydvästra hörnet av Igelbäckens kulturreservat, strax norr om Tensta vattentorn, har en högsta höjd på 49 m ö.h. och når ungefär 37 meter över omgivande åkermark.
Toppen är uppbyggd av framförallt schaktmassor från byggandet av tunnelbanans blå linjen och de omgivande stadsdelarna Tensta, Rinkeby, Kista, Husby och Akalla. Kullen består även av annat avfall. Inget finns dokumenterat men enligt lastbilschaufförer och grävmaskinister som byggde upp kullen så tippades allt där. Provgrävningar och vattenprover, utförda, 2010-2011, har visat att kullen innehåller föroreningar och mycket mer än rena schaktmassor. Tippningarna startade 1965 och höll på till 1974 då kullen kollapsade. Tippen anlades på instabil grund, dåvarande Hästa träsk. Kullen skredade åt nordväst och framförallt åt sydost. Tanken var att kullen skulle bli betydligt högre och mer koncentrerad än dagens relativt utspridda form som är resultatet av skreden. Området för tippmassorna upptar ca 25 hektar och är sedan 1994 till största del Järva DiscGolfPark.  Den branta öppna sluttningen i nordost används som betesmark för kor från närliggande Hästa Gård och för skärmflygning samt modellflyg. Sluttningen formades om något 2008 för att bättre uppfylla skärmflygarnas behov.
Sydvästra partierna av kullen utgör en del av Järva begravningsplats.